# Оријентализам
Оријентализам је компаративни појам у уметности под којим се подразумева инспирација културом Оријента и прерада те инспирације у европској уметности. Још у античкој Грчкој развијао се од 8. века пре нове ере оријентализујући стил који је орнаменте (као што су палмете) и хибридна бића (као што су сфинге, сирене и грифони) али и фронтални начин приказивања преузимао из египатске културе. У средњем веку крсташи су донели прве оријенталне тепихе у Европу који су убрзо постали статусни симбол и због тога ушли у сликарство. Примерци које су на пример приказивали Ханс Холбајн Млађи или Лоренцо Лото и данас се класификују као „Холбајнови“ односно „Лотови“ теписи. У време рококоа у 18. веку биле су поред шиноазерија омиљене и такозване Turquerie то јест прикази из живота Турака односно онога што се под тим схватало. 
У ужем смислу појам оријентализам означава интересовање за оријенталне сцене пре свега у француском и енглеском сликарству и графици 19. века. Наполеонов поход на Египат (1798−1801), освајање Алжира од стране Француза (од 1830) као и путописи или други литерарни описи подстицали су одушевљење и машту уметника. Од средине века непосредне и очигледне информације обезбеђивале су редовно организоване светске изложбе. Путовање у исламске земље Арабијског полуострва и северне Африке нису више били само део великих путовања богатих већ и дестинације многих уметника као што су Ежен Делакроа, Шарл Глејер, Ежен Фроментен, Жан Леон Жароме, Теодор Шасерио или Вилијам Холмен Хантс па све до Огиста Реноара, Анри Матиса и других сликара модерне. Поред историјских и библијских тема у европском сликарству су популарне и сцене са базара, из харема, купатила, са коњичкох игара и разних фолклорних манифестација. При томе је оријентализам ретко имао чисто документарни карактер а чешће је служио као пројекциони простор за жеље западњака. У складу са тим је и слици оријента у сликарству запада давала печат бајковито-рајска чаробност, делом у неукроћеној дивљини, чудни обичаји и култивисана лепота комбиновани са раскошним бојама и орнаменталном естетиком. 
Делакроини дневници бележе многобројне утиске са његовог путовања по северној Африци (1832) на акварелирарним цртежима. По повратку у Париз представио је земљу и људе које је упознао у романтично експресивном начину сликања (на пример Алжирске жене у ложници, 1834). Поред тога њега су заокупљали и тамошњи односи између светла и боје као и касније Паула Клеа и Аугуста Макеа. Жан Огист Доминик Енгр никада није путовао на Оријент али се ипак читавог живота бавио овом темом. Његове слике не претендују на то да буду верни одрази стварности већ су продукти маште, повезују егзотику са еротиком (на пример Велика Одалиска, 1814. или Турско купатило, 1863). Оријентализам је и следећој генерацији уметника, међу њима Енгровом ученику Теодору Шасерију као и Жан Леон Жаромеу служио као оквир за путене приказе. 
У енглеском сликарству оријентализму се повремено посвећују уметници као што су Вилијем Холмен Хант или Лоренс Алма-Тадема. Притом код њих излази у први план религиозна односно научна компонента. Тако је Хант своје утиске са путовања кроз свету земљу преточио у библијске сцене док је Алма-Тадема своје археолошко знање унео у своје слике Египта.
Са појавом импресионизма у другој половини 19. века губи се интересовање за Оријент у европском сликарству. Сад је у средишту интересовања уметност Далеког истока пре свега Јапана. Такође је велико занимање и за уметност Океаније (код Пола Гогена) и Африке (код експресиониста и кубиста).